# Copa Intercontinental de Fútbol Sala 2019
La Copa Intercontinental de fútbol sala de 2019 fue la XIX edición de este torneo de clubes pertenecientes a la FIFA. Se llevó a cabo del 26 de agosto al 1 de septiembre.

## Resultados[1]

### Primera fase

#### Grupo A
| Pos. | Equipo                 | Pt | P.J. | P.G. | P.E. | P.P. | G.F. | C.C. | Dif |
| ---- | ---------------------- | -- | ---- | ---- | ---- | ---- | ---- | ---- | --- |
| 1    | Boca Juniors           | 6  | 2    | 2    | 0    | 0    | 8    | 3    | +5  |
| 2    | PTT Bluewave Chonburi  | 3  | 2    | 1    | 0    | 1    | 7    | 7    | +0  |
| 3    | Fath Sportif de Settat | 0  | 2    | 0    | 0    | 2    | 2    | 7    | -5  |

| 26 de agosto de 2019, 6:00 | PTT Bluewave Chonburi | 4:2 | Fath Sportif de Settat | Bangkok Arena, Bangkok |  |

| 27 de agosto de 2019, 6:00 | Boca Juniors | 3:0 | Fath Sportif de Settat | Bangkok Arena, Bangkok |  |

| 28 de agosto de 2019, 6:00 | PTT Bluewave Chonburi | 3:5 | Boca Juniors | Bangkok Arena, Bangkok |  |

#### Grupo B
| Pos. | Equipo                  | Pt | P.J. | P.G. | P.E. | P.P. | G.F. | C.C. | Dif |
| ---- | ----------------------- | -- | ---- | ---- | ---- | ---- | ---- | ---- | --- |
| 1    | FC Barcelona Lassa      | 4  | 2    | 1    | 1    | 0    | 5    | 2    | +3  |
| 2    | Corinthians             | 4  | 2    | 1    | 1    | 0    | 4    | 2    | +2  |
| 3    | Shenzen Nanling Tielang | 0  | 2    | 0    | 0    | 2    | 2    | 7    | -5  |

| 26 de agosto de 2019, 8:00 | FC Barcelona Lassa | 4:1 | Shenzen Nanling Tielang | Bangkok Arena, Bangkok |  |

| 27 de agosto de 2019, 8:00 | Corinthians | 3:1 | Shenzen Nanling Tielang | Bangkok Arena, Bangkok |  |

| 28 de agosto de 2019, 8:00 | FC Barcelona Lassa | 1:1 | Corinthians | Bangkok Arena, Bangkok |  |

#### Grupo C
| Pos. | Equipo               | Pt | P.J. | P.G. | P.E. | P.P. | G.F. | C.C. | Dif |
| ---- | -------------------- | -- | ---- | ---- | ---- | ---- | ---- | ---- | --- |
| 1    | Magnus Futsal        | 6  | 2    | 2    | 0    | 0    | 6    | 3    | +3  |
| 2    | ElPozo Murcia        | 3  | 2    | 1    | 0    | 1    | 9    | 3    | +6  |
| 3    | Mes Sungun Varzaghan | 0  | 2    | 0    | 0    | 2    | 1    | 10   | -9  |

| 26 de agosto de 2019, 3:30 | Magnus Futsal | 3:1 | Mes Sungun Varzaghan | Bangkok Arena, Bangkok |  |

| 27 de agosto de 2019, 4:00 | ElPozo Murcia | 7:0 | Mes Sungun Varzaghan | Bangkok Arena, Bangkok |  |

| 28 de agosto de 2019, 4:00 | Magnus Futsal | 3:2 | ElPozo Murcia | Bangkok Arena, Bangkok |  |

### Fase final
|  | Semifinales        | Semifinales        | Semifinales   |               |              | Final        | Final | Final |  |
|  |                    |                    |               |               |              |              |       |       |  |
|  |                    |                    |               |               |              |              |       |       |  |
|  | Boca Juniors       | Boca Juniors       | 3             |               |              |              |       |       |  |
|  | Boca Juniors       | Boca Juniors       | 3             |               |              |              |       |       |  |
|  | FC Barcelona Lassa | FC Barcelona Lassa | 1             |               |              |              |       |       |  |
|  | FC Barcelona Lassa | FC Barcelona Lassa | 1             |               | Boca Juniors | Boca Juniors | 2 (1) |       |  |
|  |                    |                    |               |               | Boca Juniors | Boca Juniors | 2 (1) |       |  |
|  |                    |                    | Magnus Futsal | Magnus Futsal | 2 (3)        |              |       |       |  |
|  | Magnus Futsal      | Magnus Futsal      | Magnus Futsal | Magnus Futsal | 2 (3)        | 1 (3)        |       |       |  |
|  | Magnus Futsal      | Magnus Futsal      |               |               |              | 1 (3)        |       |       |  |
|  | Corinthians        | Corinthians        | 1 (1)         |               |              |              |       |       |  |
|  | Corinthians        | Corinthians        | 1 (1)         |               |              |              |       |       |  |
|  |                    |                    |               |               |              |              |       |       |  |

#### 8° puesto
| 29 de agosto de 2019, 8:30 | Fath Sportif de Settat | 2:4 | Mes Sungun Varzaghan | Bangkok Arena, Bangkok |  |

#### 6° puesto
| 29 de agosto de 2019, 6:00 | PTT Bluewave Chonburi | 7:0 | Shenzen Nanling Tielang | Bangkok Arena, Bangkok |  |

#### Semifinales
| 31 de agosto de 2019, 5:00 | Boca Juniors | 3:1 | FC Barcelona Lassa | Bangkok Arena, Bangkok |  |

| 31 de agosto de 2019, 8:00 | Magnus Futsal | 1:1 (3:1 p.) | Corinthians | Bangkok Arena, Bangkok |  |

#### 3° puesto
| 1 de septiembre de 2019, 5:00 | FC Barcelona Lassa | 2:4 | Corinthians | Bangkok Arena, Bangkok |  |

#### Final
| 1 de septiembre de 2019, 8:00 | Boca Juniors | 2:2 (1:3 p.) | Magnus Futsal | Bangkok Arena, Bangkok |  |

| Bandera de Brasil     |
| Campeón Magnus Futsal |
| 3º título             |